# Franz Radziwill
Franz Radziwill (ur. 6 lutego 1895 w Strohausen, obecnie Rodenkirchen w powiecie Wesermarsch, zm. 12 sierpnia 1983 w Wilhelmshaven) – niemiecki malarz, przedstawiciel realizmu magicznego, stylu Nowej Rzeczowości.

## Życiorys
Większą część życia spędził w uzdrowisku Dangast nad Morzem Północnym. Był przekonanym członkiem NSDAP, a mimo to wielokrotnie był szykanowany jako przedstawiciel „sztuki zdegenerowanej”.
Urodził się jako najstarsze z siedmiorga dzieci garncarza Edwarda Radziwiłła (zm. 1922) i jego żony Karoliny Suhrendorf (zm. 1948). Po przeprowadzce rodziny do Bremy uczęszczał do szkoły i uczył się na murarza. Dzięki dobrym wynikom w nauce został w roku 1913 przyjęty do Wyższej Państwowej Szkoły Architektury w Bremie, i kształcił się tam do roku 1915. Na kursach wieczorowych Wyższej szkoły Rzemiosła Artystycznego uczył się rysunku figuralnego. Nawiązał znajomość z malarzami z Fischerhude i Worpswede.
I wojnę światową przebył na froncie rosyjskim, we Flandrii i północnej Francji. W czasie służby wojskowej stworzył ok. 500 akwareli i rysunków.
W roku 1920 przyłączył się do Grupy Listopadowej, w której wystawach uczestniczył do roku 1931. Za radą Karla Schmidt-Rottluffa zamieszkał 1921 w uzdrowisku Dangast nad Morzem Północnym, najpierw czasowo, od 1922 na stałe. W rok później poślubił Johannę Ingeborg Haase i nabył na własność dom przy Sielstraße 3, gdzie pozostał do końca życia.
Stypendium ufundowane przez hamburskich kupców pozwoliło mu na pobyt studialny w Dreźnie 1927-1928. Tam spotkał się z Otto Dixem.
1931 rozpoczął ożywioną korespondencję z rzeźbiarzem Güntherem Martinem, członkiem NSDAP.
W roku 1932 Radziwill stał się przekonanym zwolennikiem Hitlera, 1 maja 1933 został członkiem tej partii. Wkrótce został powołany na profesora Akademii Sztuk Pięknych w Düsseldorfie, zajmując miejsce po Paulu Klee, wyrzuconym z tego stanowiska przez hitlerowców.
W roku 1934 uczestniczył w zjeździe NSDAP w Norymberdze. Uczestniczył w Biennale w Wenecji.
W roku 1935 studenckie pismo Die Bewegung nazwało Radziwilla „bolszewikiem kultury”. Władze skonfiskowały 51 jego obrazów, zamknęły wystawę indywidualną w Jenie i pozbawiły stanowiska profesora w Düsseldorfie z powodu „niezdolności pedagogicznej”. Wyrzucono go z partii i obłożono zakazem uczestnictwa w wystawach.
W roku 1936 uzyskał w ministerstwie Oświaty Ludowej i Propagandy rehabilitację, lecz w następnym roku zabroniono mu wystawiania obrazów w Królewcu.
Radziwill usiłując dowieść swojego przywiązania do hitleryzmu, zadenuncjował dwóch mieszkańców Dangastu, którzy przebywali w gospodzie w czasie przemówienia Hitlera. W tym samym roku został kierownikiem okręgu w sztabie okręgowym NSDAP.
Trzy wczesne obrazy Radziwilla znalazły się na Wystawie Sztuki Zdegenerowanej w Monachium 1938. Po tym doszło do kolejnych konfiskat i represji, jednak udało mu się umieścić trzy obrazy na lokalnej wystawie.
W latach 1939–1941 służył na froncie zachodnim, 1941 został zwolniony ze względu na zaawansowany wiek. W 1942 służył w policji przeciwlotniczej w Wilhelmshaven i w straży pożarnej w Dangast. W ostatnich miesiącach wojny został powołany do Volkssturmu i trafił do niewoli brytyjskiej, skąd udało mu się uciec.
W liście otwartym z 17 stycznia 1947 dyrektor Wyższej Szkoły Sztuk Pięknych w Berlinie Karl Hofer napiętnował hitlerowską przeszłość Radziwilla, nazywając go „Naziwill”.
W roku 1952 otrzymał z Urzędu Gospodarki Wodnej w Wilhelmshaven zlecenie na obrazy o ochronie wybrzeży.
W roku 1964 otrzymał pobyt stypendialny w Villa Massimo w Rzymie i odwiedził Grecję.
Ze względu na chorobę oczu zaniechał malarstwa w roku 1972. W roku 1975 w Muzeum Krajowym w Oldenburgu utworzono kolekcję dzieł Radziwilla.